# Bujoreni, Teleorman
Bujoreni là một xã thuộc hạt Teleorman, România. Dân số thời điểm năm 2002 là 1267 người.